# Едвалдо Оливейра
Едвалдо Гонзага Оливейра (на португалски: Edvaldo Gonzaga Oliveira) е боксьор от Бразилия.
Оливейра е роден на 25 юни 1982 г. в Салвадор, Бразилия.
Участва в Олимпийските игри в Атина през 2004 г.